# Fußball-Bezirksklasse Leipzig 1938/39
Die Fußball-Bezirksklasse Leipzig 1938/39 war die sechste Spielzeit der Fußball-Bezirksklasse Leipzig im Sportgau Sachsen. Sie diente als eine von vier zweitklassigen Bezirksklassen als Unterbau der Gauliga Sachsen. Die Meister dieser vier Spielklassen qualifizierten sich für eine Aufstiegsrunde, in der zwei Aufsteiger zur Gauliga Sachsen ausgespielt wurden.
Die Bezirksliga Leipzig wurde in dieser Spielzeit erneut in einer Gruppe mit zehn teilnehmenden Mannschaften im Rundenturnier mit Hin- und Rückspiel ausgetragen. Als Bezirksmeister setzte sich dabei Wacker Leipzig mit einem Punkt Vorsprung vor TuB Leipzig durch und qualifizierte sich dadurch für die Aufstiegsrunde zur Gauliga Sachsen 1939/40. In dieser verpasste der Verein durch den dritten Tabellenplatz jedoch den erneuten Aufstieg in die Erstklassigkeit. Da auf Grund des beginnenden Zweiten Weltkrieges der Spielmodus in der kommenden Spielzeit geändert wurde, gab es in dieser Spielzeit keine Absteiger in die 1. Kreisklassen.

## Abschlusstabelle
| Pl. | Verein                          | Sp. | Tore  | Quote | Punkte |
| --- | ------------------------------- | --- | ----- | ----- | ------ |
| 1.  | Wacker Leipzig                  | 18  | 36:17 | 2,12  | 28:8   |
| 2.  | TuB Leipzig                     | 18  | 66:31 | 2,13  | 27:9   |
| 3.  | SpVgg 1899 Leipzig-Lindenau (A) | 18  | 68:31 | 2,19  | 26:10  |
| 4.  | Sportfreunde Markranstädt       | 18  | 42:45 | 0,93  | 17:19  |
| 5.  | Sportfreunde Leipzig            | 18  | 43:59 | 0,73  | 17:19  |
| 6.  | VfB Zwenkau 02                  | 18  | 33:39 | 0,85  | 15:21  |
| 7.  | SV Viktoria Leipzig (N)         | 18  | 36:46 | 0,78  | 13:23  |
| 8.  | Sportfreunde Neukieritzsch      | 18  | 31:68 | 0,46  | 13:23  |
| 9.  | Sportvereinigung Leipzig (N)    | 18  | 41:49 | 0,84  | 12:24  |
| 10. | SV Eintracht Leipzig            | 18  | 29:43 | 0,67  | 12:24  |

| (A) | Absteiger aus der Gauliga         |
| (N) | Aufsteiger aus der 1. Kreisklasse |